# Caesalpinia robinsoniana
Caesalpinia robinsoniana là một loài thực vật có hoa trong họ Đậu. Loài này được (Britton & Rose) G.P.Lewis miêu tả khoa học đầu tiên.